# Malum
Malum is een bestuurslaag in het regentschap Pakpak Bharat van de provincie Noord-Sumatra, Indonesië. Malum telt 438 inwoners (volkstelling 2010).